# Baskarpsand

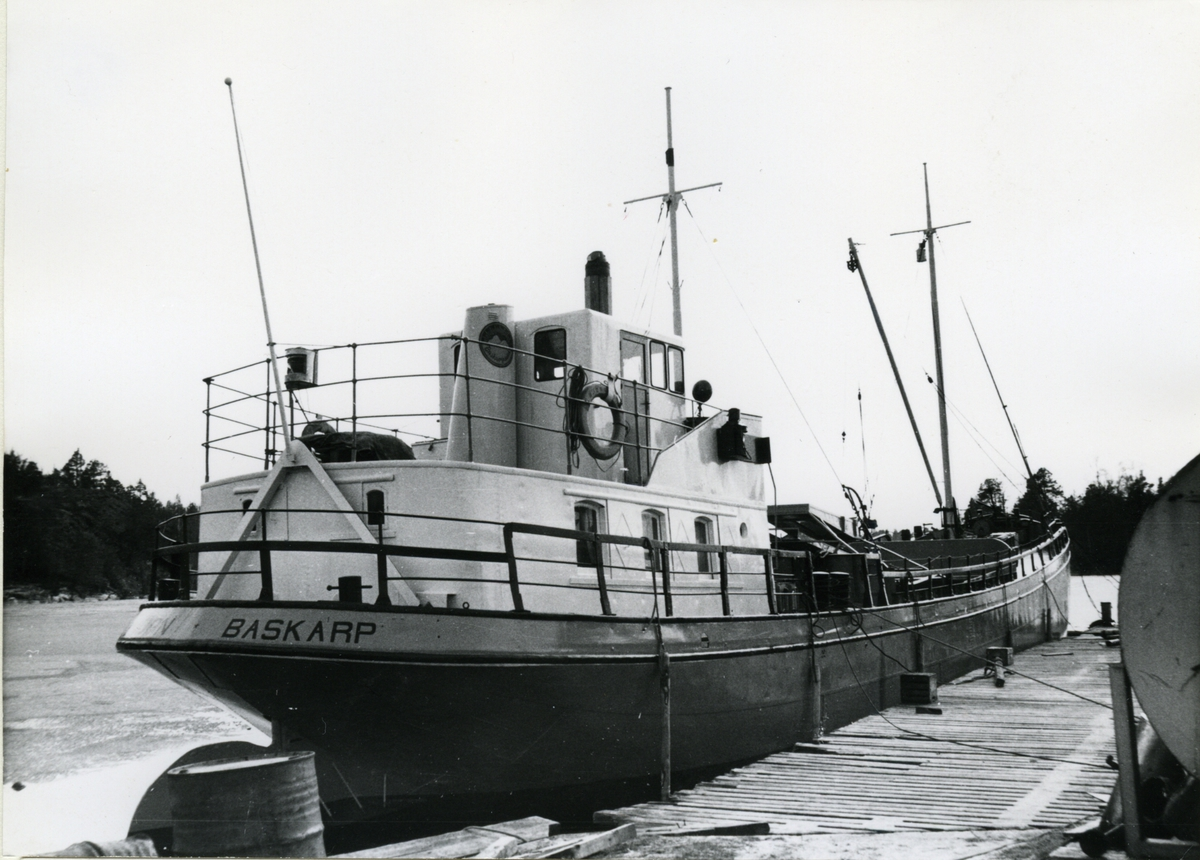
M/S Björn, tillhörande AB Baskarp-Sand vid Baskarp, 1916

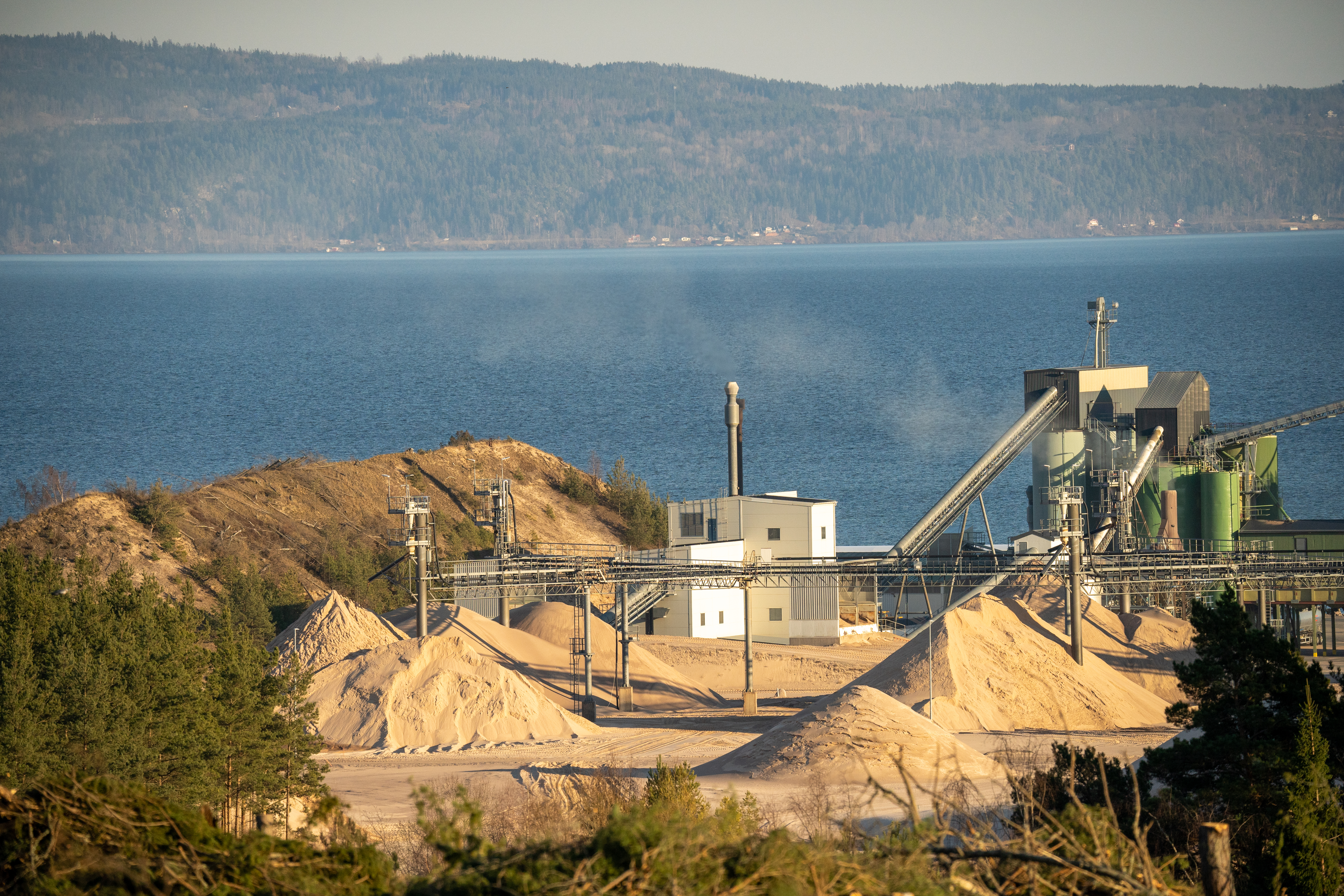
Industribyggnader, tillhörande Baskarpsand AB, 2025.

Baskarpsand AB är ett svenskt företag med brytning av industrimineral (sand) i Baskarp i Habo kommun vid stranden av Vättern.
Baskarpsand ingår i den Belgienbaserade industrimineralkoncernen SCR-Sibelco.